# Glen Tanar
Glen Tanar är en dal i Aberdeenshire, i Skottland.